# Coconino Press
Coconino Press è una casa editrice italiana di fumetti, parte del gruppo Fandango Libri, con sede a Bologna e a Roma.
Il nome deriva dalla contea dell'Arizona nella quale sono ambientate le storie del fumetto Krazy Kat.

## Storia
È stata fondata nel 2000, tra gli altri, dall'ex membro del gruppo Valvoline Igort. Pubblica, in volumi molto curati graficamente, opere del fumetto d'autore mondiale. Tra gli autori stranieri: gli statunitensi David Mazzucchelli, Paul Auster, Matt Groening, Art Spiegelman, Daniel Clowes, Jason Lutes, Craig Thompson, Nick Drnaso e Adrian Tomine, l’australiano Simon Hanselmann, gli argentini Carlos Sampayo e José Muñoz, l'iraniano Mana Neyestani, i canadesi Seth e Chester Brown, i francesi David B., Baru, Manu Larcenet, Joann Sfar, Edmond Baudoin, Christophe Blain, Blutch, Jean-Claude Denis, Jacques Tardi, Emmanuel Guibert e Valentine Cuny-Le Callet, i giapponesi Jirō Taniguchi e Suehiro Maruo. Tra gli italiani italiani Gipi, Manuele Fior, Vasco Brondi, Luigi Bernardi e Onofrio Catacchio, Altan, Paolo Bacilieri, Maicol & Mirco, Davide Reviati, Massimo Mattioli, Francesca Ghermandi, Davide Toffolo, Giacomo Nanni, Dottor Pira, Sergio Ponchione, Lorenzo Mattotti, Alessandro Tota, Ausonia, ZUZU, Sebastiano Vilella, Ugo Bertotti, Marco Taddei e Simone Angelini, Massimo Mattioli, Silvio Cadelo, Daniele Kong e gli stessi direttori Igort e Ratigher.
Pubblica la rivista contenitore Black e vari volumi a fumetti.
Nel 2006 Coconino ha curato, con il Gruppo editoriale L'Espresso, una collana intitolata Graphic Novel, composta da 10 volumi dedicati a varie opere a fumetti, fra cui Maus di Art Spiegelman, vendute in allegato a La Repubblica e a L'Espresso.
Nel 2009 è stata rilevata dal gruppo Fandango di cui adesso fa parte che gli permette di pubblicare opere di artisti come Andrea Pazienza e Gianluigi Toccafondo. Dal marzo 2017 Ratigher ha assunto il ruolo di direttore editoriale della Coconino, ereditandolo da Igort, che aveva abbandonato la casa editrice da lui stesso fondata nel mese di febbraio.